# Cricket Association of Nepal
Die Cricket Association of Nepal (CAN; Nepali नेपाल क्रिकेट सङ्घ) ist der nationale Dachverband für Cricket in Nepal. Der im Jahr 1946 gegründete Verband hat seinen Sitz in Mulpani, Kathmandu. Seit 1996 vertritt er Nepal beim Weltverband International Cricket Council (ICC) als Associate Member und seit 1990 beim Kontinentalverband Asian Cricket Council (ACC).

## Geschichte
Die Gründung des Verbandes Cricket Association of Nepal erfolgte im Jahr 1946. 1988 wurde er Partnermitglied (affiliate member) des International Cricket Council (ICC) und 1996 assoziiertes Mitglied (Associate Member). 1990 wurde die CAN außerdem Mitglied der Asian Cricket Conference (ACC; heute Asian Cricket Council).

## Aufgabe

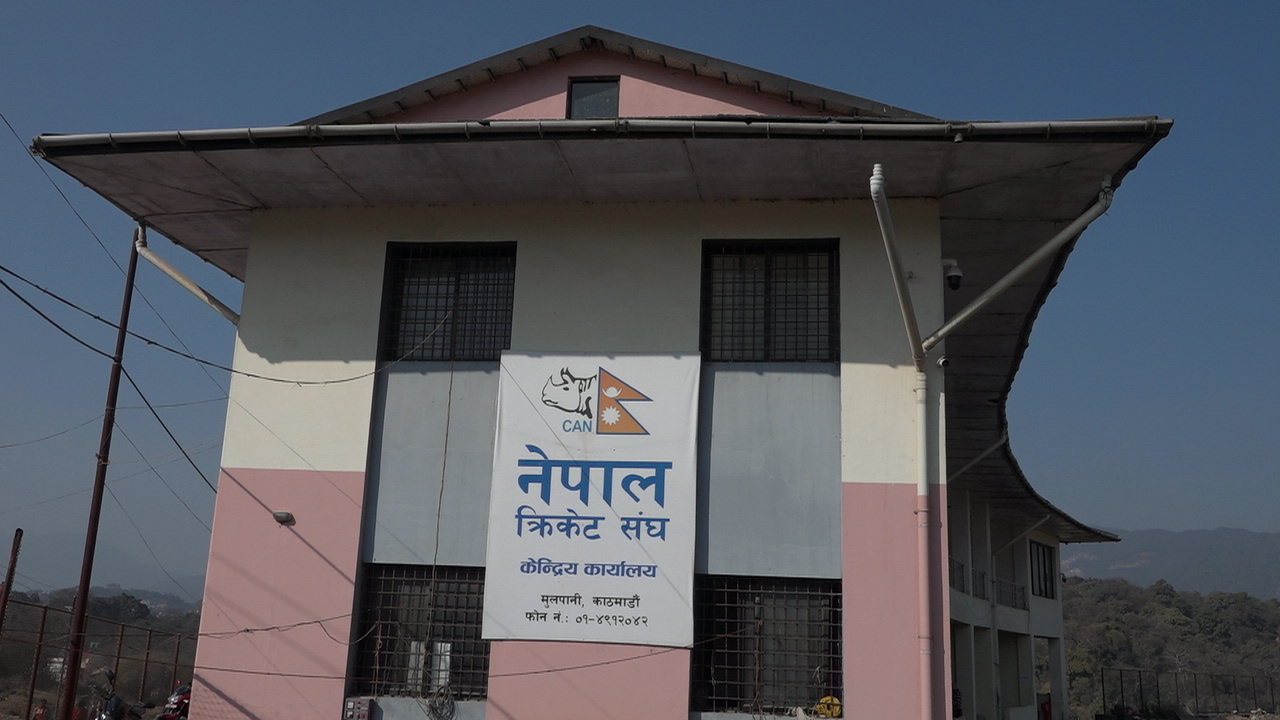
Sitz der Cricket Association of Nepal in Kathmandu

Die Cricket Association of Nepal stellt die Nepal vertretenden Cricket-Nationalmannschaften, einschließlich der für die Männer, Frauen und Jugend, zusammen. Der Verband ist außerdem verantwortlich für die Durchführung von ODI- und T20I-Serien gegen andere Nationalmannschaften sowie die Organisation von Heimspielen und -turnieren. Neben der Aufstellung des Teams ist er verantwortlich für den Kartenverkauf, der Gewinnung von Sponsoren und der Vermarktung der Medienrechte.
Daneben organisiert der Verband das Kinder- und Jugend-Cricket in Nepal. Wie andere Cricketnationen verfügt Nepal über U-19-Nationalmannschaften für Jungen und Mädchen, die an den entsprechenden Weltmeisterschaften (Jungen und Mädchen) teilnehmen.

## Logo
Die Spitznamen der nepalesischen Cricket-Nationalmannschaft sind The Rhinos, Gorkhalis und The Cardiac Kids. Das Logo der Cricket Association of Nepal zeigt deshalb ein Nashorn.